# Ryūgasaki, Ibaraki
Ryūgasaki (竜ヶ崎市 (龍箇崎市) (Long Cá Kì thị) Ryūgasaki-shi) là một thành phố thuộc tỉnh Ibaraki, Nhật Bản.